# Travelling optique

Cette image montre l'effet produit par la manipulation d'un zoom pendant la prise de vues

Le travelling optique est un effet cinématographique obtenu par une modification continue de la distance focale de l'objectif au cours de la prise de vues. Il est obtenu avec un objectif à focale variable appelé zoom. L'effet en lui-même est souvent appelé « zoom » (ainsi, on désigne un « zoom avant » ou un « zoom arrière », un « zoom coup de poing » pour un effet avant très rapide).
Le « travelling optique » se différencie des travellings avant, arrière, latéral ou circulaire, dits « travellings mécaniques » où la caméra se déplace dans le décor au cours d’un plan. Le zoom produit simplement une illusion de mouvement vers l'avant ou vers l'arrière, ne modifiant pas la perspective mais la distance apparente du sujet filmé.
Le premier film utilisant un zoom est le film américain de 1927 Le Coup de foudre (it) réalisé par Clarence G. Badger et photographié sous la direction de H. Kinley Martin.
Les abus du zoom à la télévision ont conduit des réalisateurs de cinéma à condamner absolument cet effet. Jean-Luc Godard a déclaré qu'il était « l'ennemi numéro un du cinéma ». D'autres comme Luchino Visconti l'ont utilisé avec discernement.

## Travelling contrarié
Le travelling optique peut être combiné avec les travellings mécaniques, ainsi qu’avec les panoramiques. L'opposer à un travelling arrière (ou avant), un zoom avant (ou arrière), exécuté à la même vitesse d’exécution que le mouvement mécanique, produit un effet particulier appelé par certains cadreurs travelling contrarié, et par d’autres travelling compensé, ou Trans-trav (marque déposée) quand l’effet est provoqué automatiquement par le déplacement du chariot de travelling qui actionne en sens inverse le zoom (travelling avant/zoom arrière ou travelling arrière/zoom avant).
Le déplacement du point de vue, par celui de la caméra sur son chariot, change le rapport entre la distance au sujet et la distance au fond. Supposons que le sujet soit à quatre mètres et le fond à vingt mètres, si l'on s'approche du sujet de deux mètres, il se retrouve à deux mètres, et semble donc deux fois plus gros. Le fond, lui, est passé de vingt mètres à dix-huit, une différence négligeable. Le sujet a grossi, le fond reste stable : on perçoit clairement le mouvement. Si, en même temps, un zoom contrarié élargit le champ de telle sorte que le sujet garde la même grosseur dans le cadre, l'effet obtenu est que l'image dévoile de plus en plus de fond. Avec un travelling arrière contrarié, l'effet est inverse ; on voit de moins en moins de fond. Si un deuxième sujet se trouve presque dans la même direction que le premier, le travelling arrière contrarié semble le rapprocher du sujet. La différence de taille dans l'image ne dépend que du rapport des distances au point de vue. Quand on s'éloigne, ce rapport se rapproche de l'unité.
Le résultat est, d'après certains auteurs, un boursouflement de l’espace filmé (zoom avant/travelling arrière) ou au contraire un étirement (zoom arrière/travelling avant). « En 1958, Alfred Hitchcock voulait introduire dans Sueurs froides un plan subjectif de l'escalier du clocher de la Mission, vu par Scottie (James Stewart), un policier atteint d’acrophobie… La nausée du personnage devait être montrée par sa vision déformée de l'escalier… (Pour Hitchcock), la vision devait rester réaliste. Il a choisi de filmer une maquette couchée de l’escalier avec une caméra installée sur un dolly, petit bras de grue monté sur chariot à pneus, et équipée d'un zoom. En zoomant en arrière et en avançant simultanément la caméra en travelling avant à travers la cage de l'escalier, il a obtenu un effet de déformation étonnant. » « En 1964, dans Pas de printemps pour Marnie, Alfred Hitchcock utilise une combinaison légèrement différente, zoom avant et travelling arrière, cette fois non pas avec une maquette mais avec de vrais comédiens et dans un vrai décor. C’est ainsi qu’il ouvre la séquence clé où Marnie se remémore la scène traumatique de son enfance, quand elle a tué un client de sa mère. Là encore, l’effet n’est pas gratuit mais souligne le moment fondamental de l’anamnèse, une bulle mentale qui éclate, laissant sortir l’indicible qui a été enfoui au plus profond du personnage. »
Cet effet est très visible si le travelling est dans l'axe de la prise de vue. Ce n'est pas forcément le cas. Quand le travelling contrarié s'accompagne d'un panoramique, quand le sujet est en mouvement, l'impression qu'il cause est bien plus difficile à décrire.